# Manyikeni
Manyikeni ist eine Ruinenstätte im heutigen Mosambik. Sie liegt ca. 52 km westlich von Vilankulo, das an der Küste auf halbem Wege zwischen Inhambane und Beira liegt, und war von ca. 1100 bis 1600 bewohnt.
Der ca. 200 × 200 m große Ort gehörte einst wohl zum Munhumutapa-Reich und zeigt alle typischen Merkmale von dessen Städten. In der Mitte des Ortes befindet sich eine runde Steinfestung, die sicherlich so etwas wie ein Fürstensitz darstellte. Südlich davon konnten zahlreiche Hausruinen beobachtet werden. Der ganze Fundplatz ist von Tonscherben übersät. Es fanden sich vor allem innerhalb der Befestigung Glasperlen, die auf Handel schließen lassen, dies wird durch den Fund von Meeresmuscheln (Kaurie) unterstützt. Innerhalb der Festung fand man auch einen Eisengong.
1997 wurde vorgeschlagen, den Ort in den Status eines Weltkulturerbes zu erheben.